# NGC 5497
NGC 5497 ist eine 14,1 mag helle Balken-Spiralgalaxie vom Hubble-Typ SBb im Sternbild Bärenhüter am Nordsternhimmel. Sie ist schätzungsweise 347 Mio. Lichtjahre von der Milchstraße entfernt und hat einen Durchmesser von etwa 120.000 Lj. 

Im selben Himmelsareal befindet sich u. a. die Galaxie NGC 5515.
Das Objekt wurde am 11. Mai 1882 von Édouard Stephan entdeckt.